# Dodge Challenger
Dodge Challenger – samochód sportowy klasy średniej produkowany pod amerykańską marką Dodge w latach 1969–1983 oraz ponownie 2008–2023.

## Pierwsza generacja

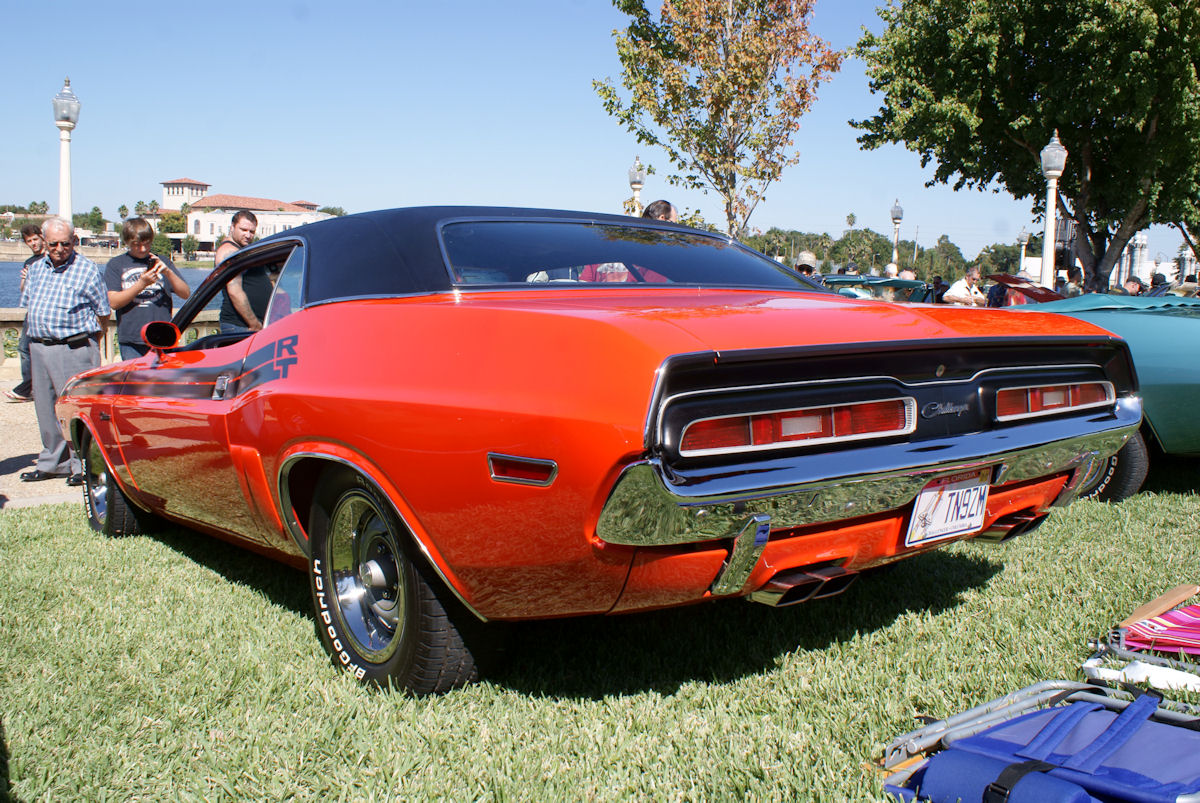
Dodge Challenger I - tył

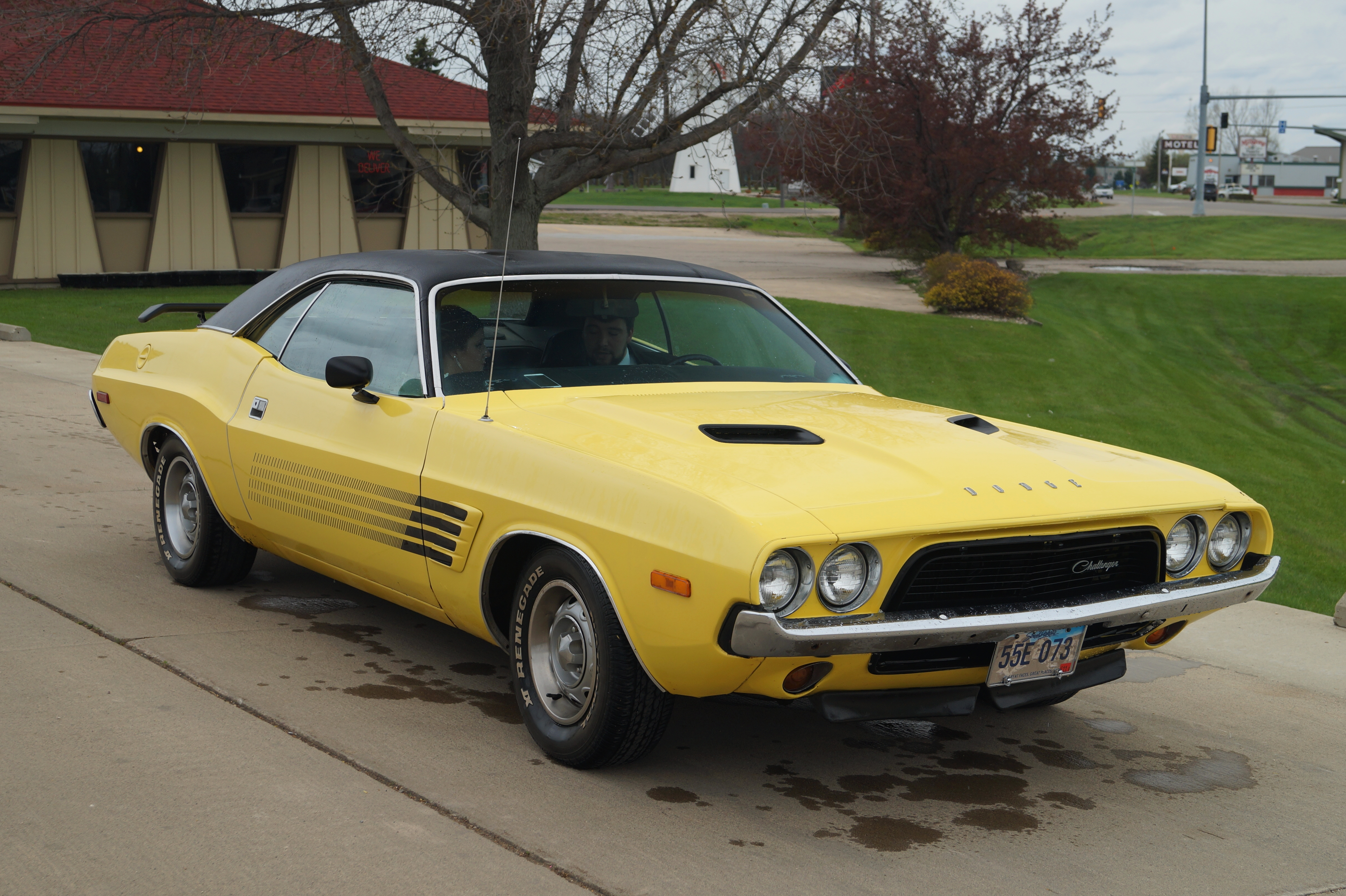
Dodge Challenger I po liftingu

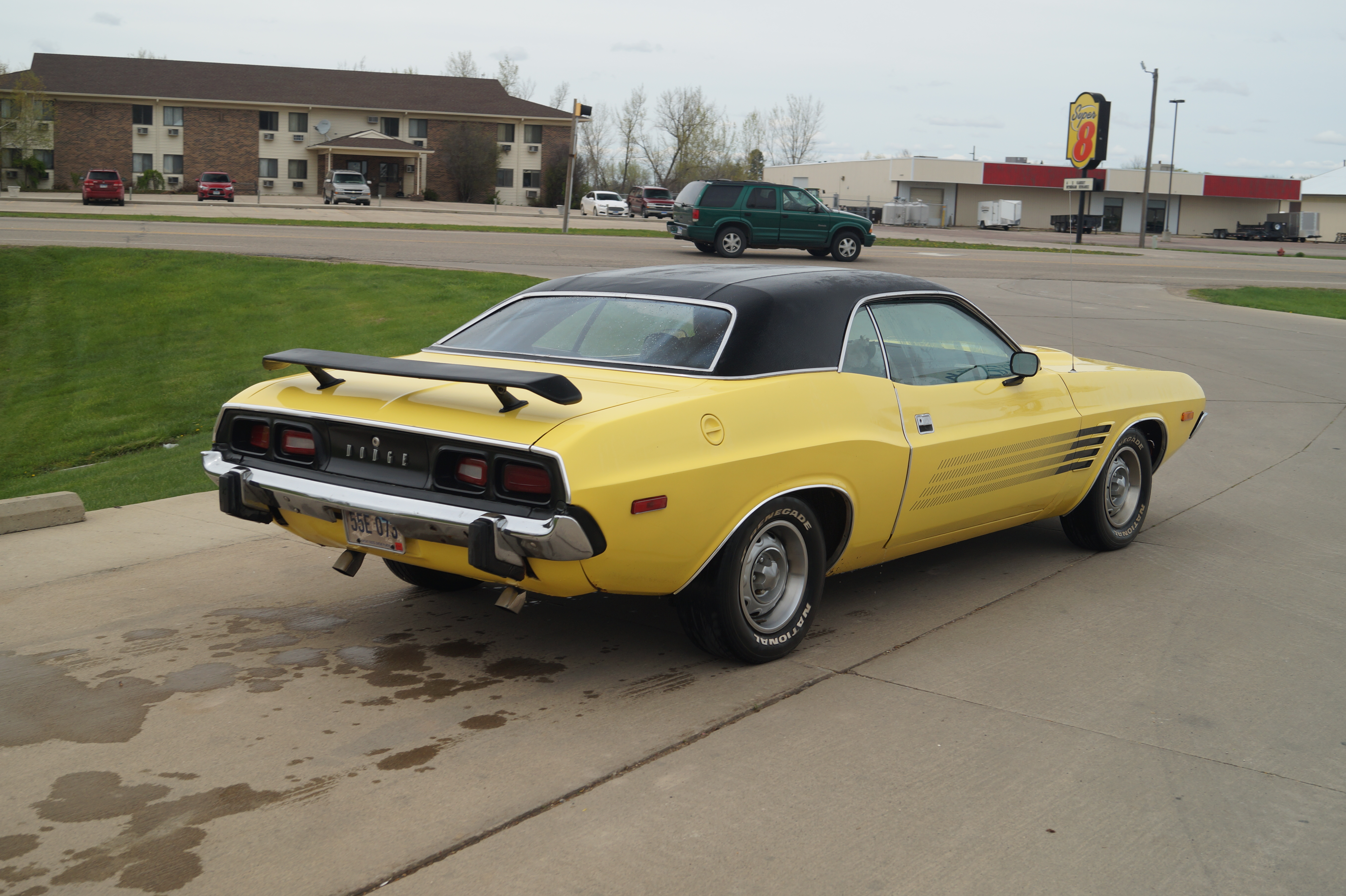
Dodge Challenger I - tył po liftingu

Dodge Challenger I został zaprezentowany po raz pierwszy w 1969 roku.
Dodge Challenger został zaprojektowany jako rywal dla Forda Mustanga i Chevroleta Camaro. Chrysler miał w swojej ofercie jeszcze jeden pojazd oparty na płycie podłogowej E-body, był to nieco mniejszy Plymouth Barracuda. Zarówno Challenger jak i Barracuda dostępne były w wielu opcjach wyposażenia, gama jednostek napędowych zawierała prawie wszystkie silniki Chryslera z tamtego okresu. Challengera określano jako nieco zbyt późną odpowiedź Dodge'a na Forda Mustanga i boom na pony cars. Barracuda była określana jako konkurent Mustanga, Camaro i Firebirda, podczas gdy Challegner jako rywal dla Cougara i innych bardziej luksusowo wykończonych muscle cars.
Challenger ze swoim dużym rozstawem osi, większym nadwoziem i bardziej luksusowo wyposażonym wnętrzem (jak na segment pony car) był odpowiedzią na wprowadzony w 1967 roku pojazd Mercury Cougar, oba modele skierowane były do młodych i zamożnych klientów. Rozstaw osi wynosił o ponad 5 cm więcej niż w Barracudzie, Challenger cechował się także zupełnie innym nadwoziem. Na liście wyposażenia dodatkowego znajdowały się m.in.: układ klimatyzacji czy też podgrzewanie tylnej szyby.
Za stylistykę nadwozia odpowiadał Carl Cameron, zaprojektował on także wcześniej 1. generację Dodge Chargera. Przedni grill w Challengerze zaczerpnięty został właśnie z prototypu Chargera z 1966 roku. Challenger został stosunkowo dobrze przyjęty przez klientów (83 032 sprzedanych egzemplarzy pierwszego rocznika), prasa motoryzacyjna krytykowała jednak moment wprowadzenia na rynek - segment pony cars chylił się powoli ku upadkowi. Po 1970 roku sprzedaż i produkcja zaczęła gwałtownie spadać, krótkie odbicie nastąpiło jeszcze w roku 1973. Ostatecznie produkcję pierwszej generacji zakończono w połowie 1974 roku. Łącznie sprzedano około 188 600 egzemplarzy pierwszej generacji.

### Wersje wyposażenia
Samochód dostępny był w czterech wariantach hardtop coupé: Challenger Six, Challenger V8, Challenger T/A (tylko 1970) i Challenger R/T. Wariant R/T dostępny był także jako kabriolet (tylko w latach 1970 i 1971). Podstawowym źródłem napędu była benzynowa jednostka R6 225 (3,7 l). Gama silników V8 zaczynała się od 318 (5,2 l) o mocy maksymalnej 233 KM (172 kW). Oprócz tego dostępne były także motory V8 340 (5,6 l) i 383 (6,3 l) zblokowane domyślnie z 3-biegową manualną skrzynią biegów. Wersja 383 o mocy 294 KM (216 kW) dostępna była jednak wyłącznie z automatyczną skrzynią TorqueFlite. Opcjonalnie do każdej wersji silnikowej oferowano 4-biegową skrzynię manualną (wyjątek to R6 225 i V8 383 z 4-gardzielowym gaźnikiem).
Wersją nastawioną na sportowe osiągi była R/T (Road/Track). Z podstawowym silnikiem V8 Magnum 383 osiągała ona moc maksymalną 340 KM (249 kW); 304 KM (224 kW) dla rocznika 1971. Opcjonalnie dostępne były większe jednostki: V8 Magnum 440 (7,2 l) o mocy 380 KM (280 kW), V8 440 Six-Pack o mocy 395 KM (290 kW) oraz V8 426 Hemi (7,0 l) o mocy 431 KM (317 kW). Rocznik 1970 R/T mógł zostać zamówiony w jeszcze bardziej luksusowej odmianie SE - skórzane obicia foteli, winylowy dach, mniejsza tylna szyba oraz centralna konsola.
Rocznik 1971 został nieznacznie odświeżony. Wprowadzono nowy silnik - V8 340 (5,6 l). V8 383 osłabiono do 304 KM (224 kW), V8 440 Six Pack osłabiono o 5 KM, całkowicie zrezygnowano z 440 Four Pack. W pasie tylnym pojedyncze klosze lamp zastąpiono podwójnymi. Sprzedaż nowego rocznika była jednak o wiele niższa niż 1970. Powstało około 30 000 egzemplarzy, w tym 4630 wersji R/T.
Dodge Challenger T/A (Trans Am) był homologacyjną odmianą pojazdu zbudowaną z myślą o udziale w Trans-Am Series. Do napędu służył silnik 340 Six Pack - trzy dwugardzielowe gaźniki zamontowane na aluminiowym kolektorze dolotowym. Dodge szacował moc tej jednostki na 294 KM (216 kW). Na masce pojawił się większy wlot powietrza, za odprowadzanie spalin odpowiadał wydajniejszy układ wydechowy. Nabywca mógł wybrać skrzynię automatyczną TorqueFlite lub 4-biegową Hurst oraz wspomaganie kierownicy. Standardem były hamulce tarczowe na przedniej osi oraz wzmocniony układ zawieszenia.
W 1972 roku zaprzestano montażu wersji kabriolet, usunięto z listy wyposażenia dodatkowego większość elementów zwiększających komfort, zrezygnowano także z dużych silników V8. Wybór jednostek napędowych ograniczony został do: R6 225, V8 318 i V8 340 – w najmocniejszym wariancie generowała według normy SAE moc 243 KM (179 kW). Wszystkie silniki mogły zostać zblokowane z 3-biegową manualną skrzynią biegów, 340 także z 4-biegową. Na zewnątrz rocznik 1972 wyróżniał się nowym, szerszym przednim grillem. Powstało około 26 000 egzemplarzy rocznika 1972.
W roku 1973 zakończono montaż jednostek R6 225 do Challengera pozostawiając w ofercie tylko dwie V8. Poziom produkcji wzrósł do prawie 33 000 egzemplarzy. Rok później V8 340 został zastąpiony przez V8 360 (5,9 l) o mocy 248 KM (183 kW). Rynek pony cars chylił się jednak ku upadkowi, toteż produkcję Challengera zakończono pod koniec kwietnia 1974 roku. Powstało około 16 000 egzemplarzy ostatniego rocznika.

### Silniki
- R6 3,2 l 198
- R6 3,7 l 225
- V8 5,2 l 318
- V8 5,6 l 340
- V8 5,9 l 360
- V8 6,3 383
- V8 7,0 l Hemi 426
- V8 7,2 l RB 440

## Druga generacja

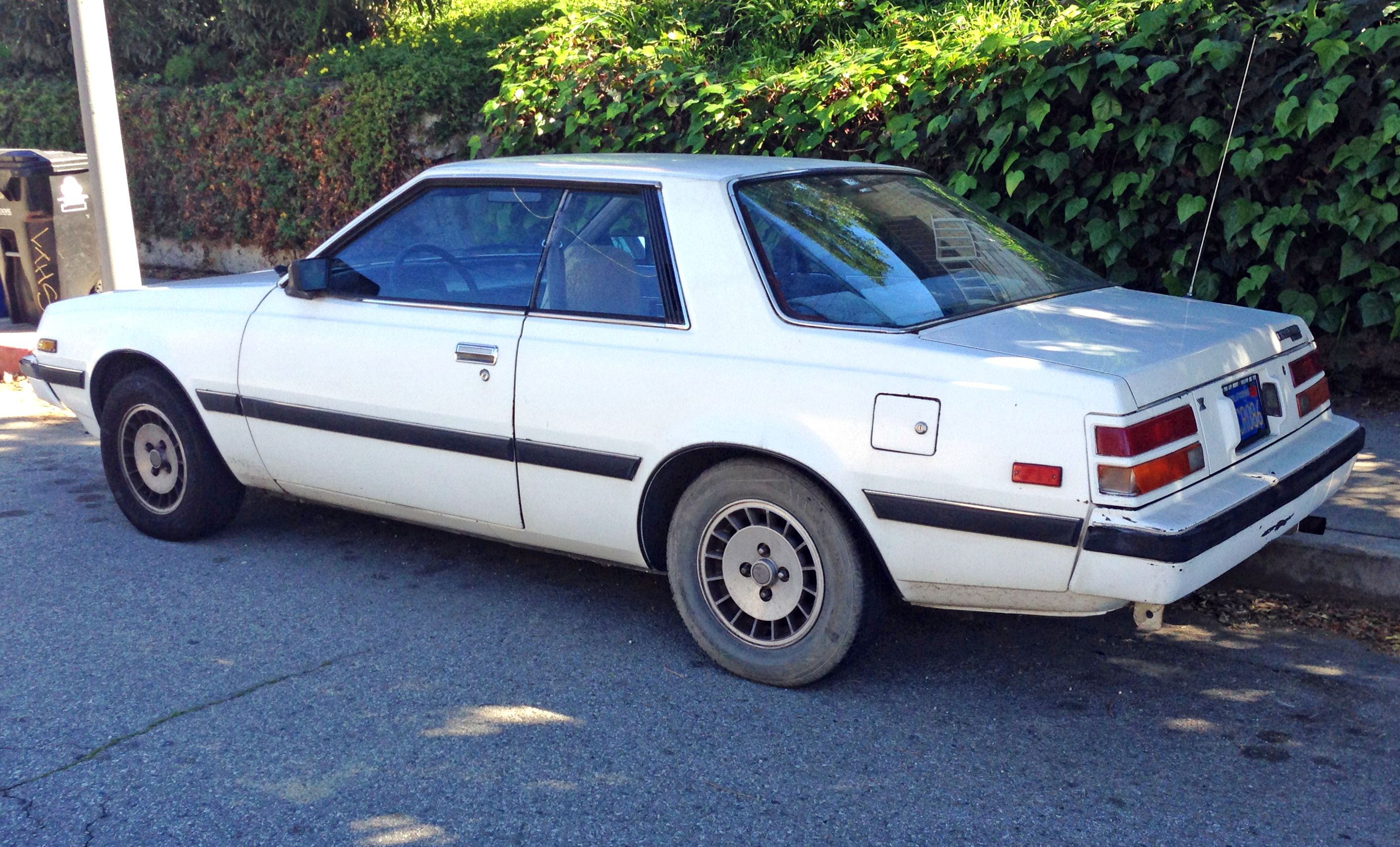
Dodge Challenger II - tył

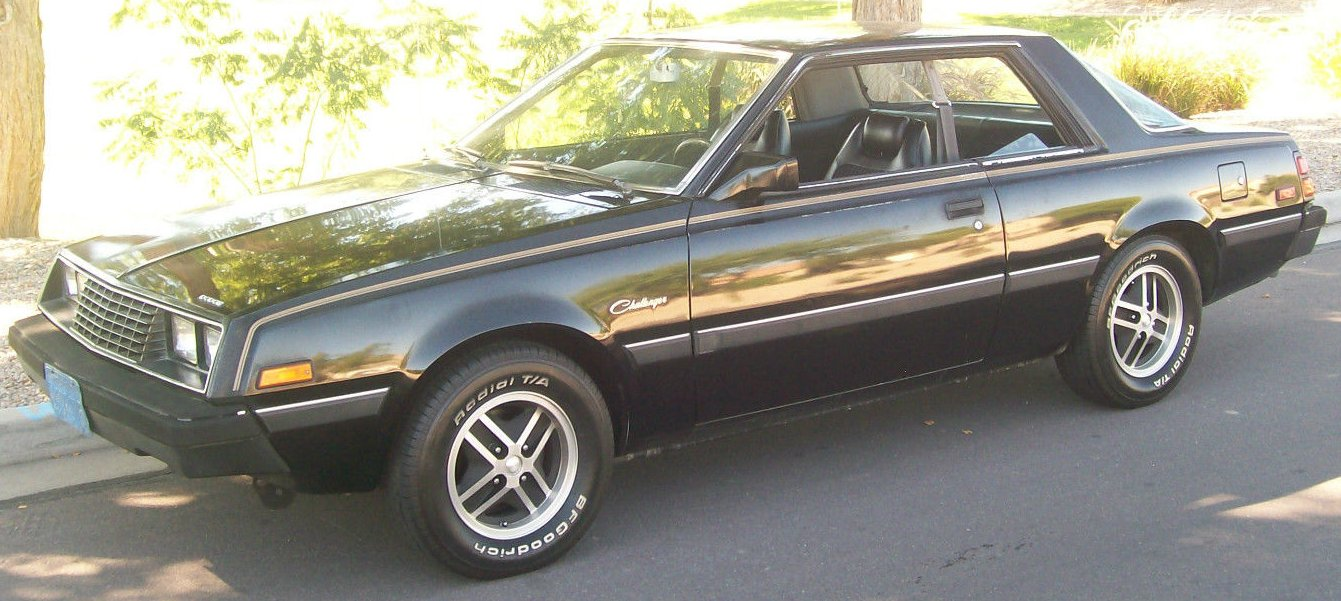
Dodge Challenger II po liftingu

Dodge Challenger II został zaprezentowany po raz pierwszy w 1978 roku.
Nazwa Challenger została użyta ponownie w roku 1978, Dodge zaczął pod nią sprzedawać na rynku Ameryki Północnej pojazd znany na japońskim rynku jako Mitsubishi Galant Lambda, a innych - jako m.in. Sapporo czy Scorpion. Dodge Challanger stał się tym razem klasycznym samochodem sportowym, z charakterystycznymi kanciastymi proporcjami. Wizualne różnice w stosunku do modelu Mitsubishi polegały na detalach.
W 1981 przeprowadzono delikatny facelifting, sprzedaż na rynku trwała do 1984 roku.
Do napędu używano wyłącznie benzynowych silników R4, w ofercie brakowało większych jednostek. Pojazd standardowo wyposażony był w: hamulce tarczowe na przedniej osi (opcjonalnie także na tylnej), kubełkowe przednie fotele, obrotomierz, wskaźnik ciśnienia oleju i temperatury cieczy chłodzącej, wspomaganie kierownicy, elektryczne podgrzewanie szyb i inne.

### Silniki
- R4 1,6 l
- R4 2,0 l
- R4 2,6 l

## Trzecia generacja

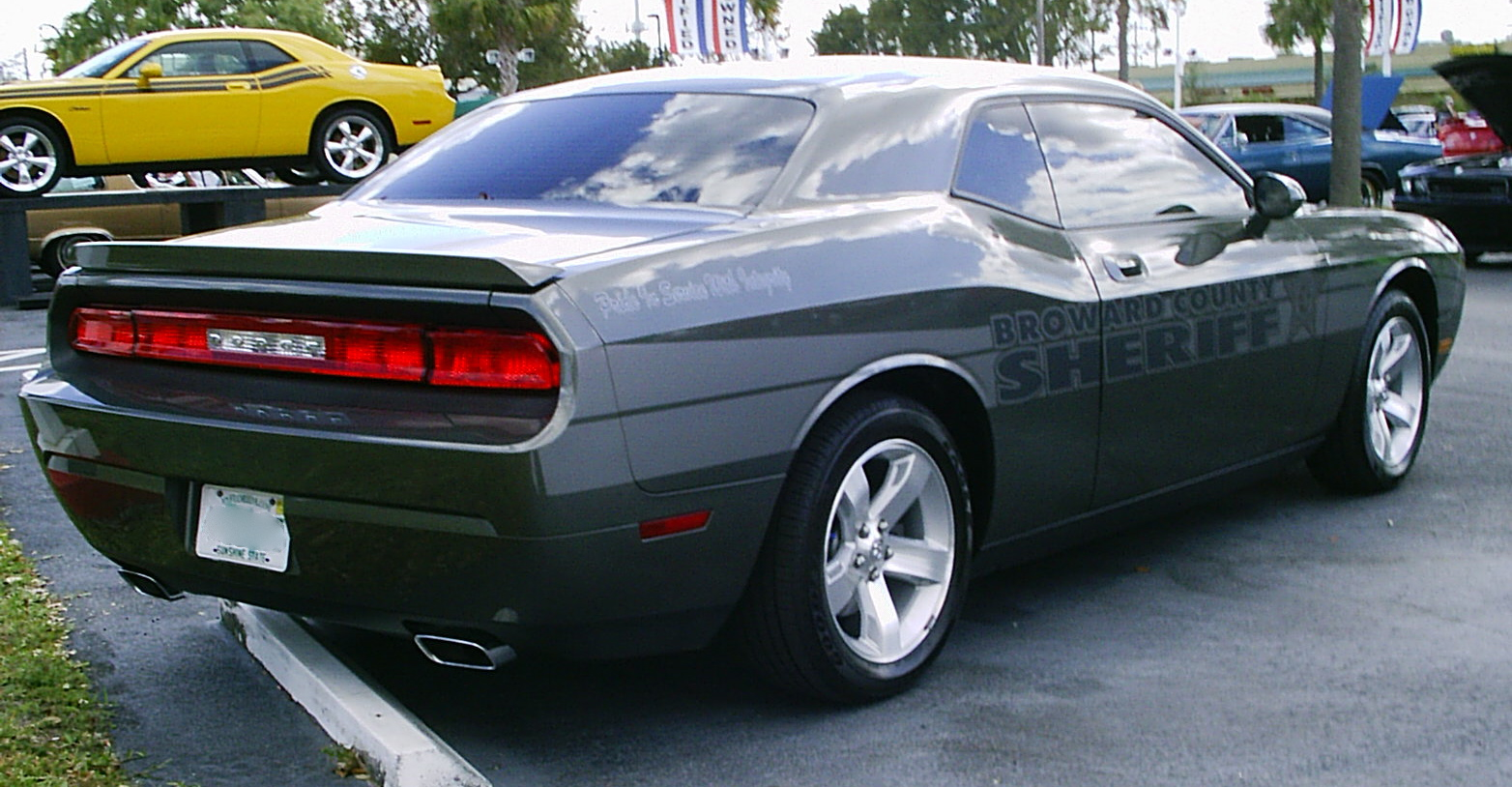
Dodge Challenger III – tył

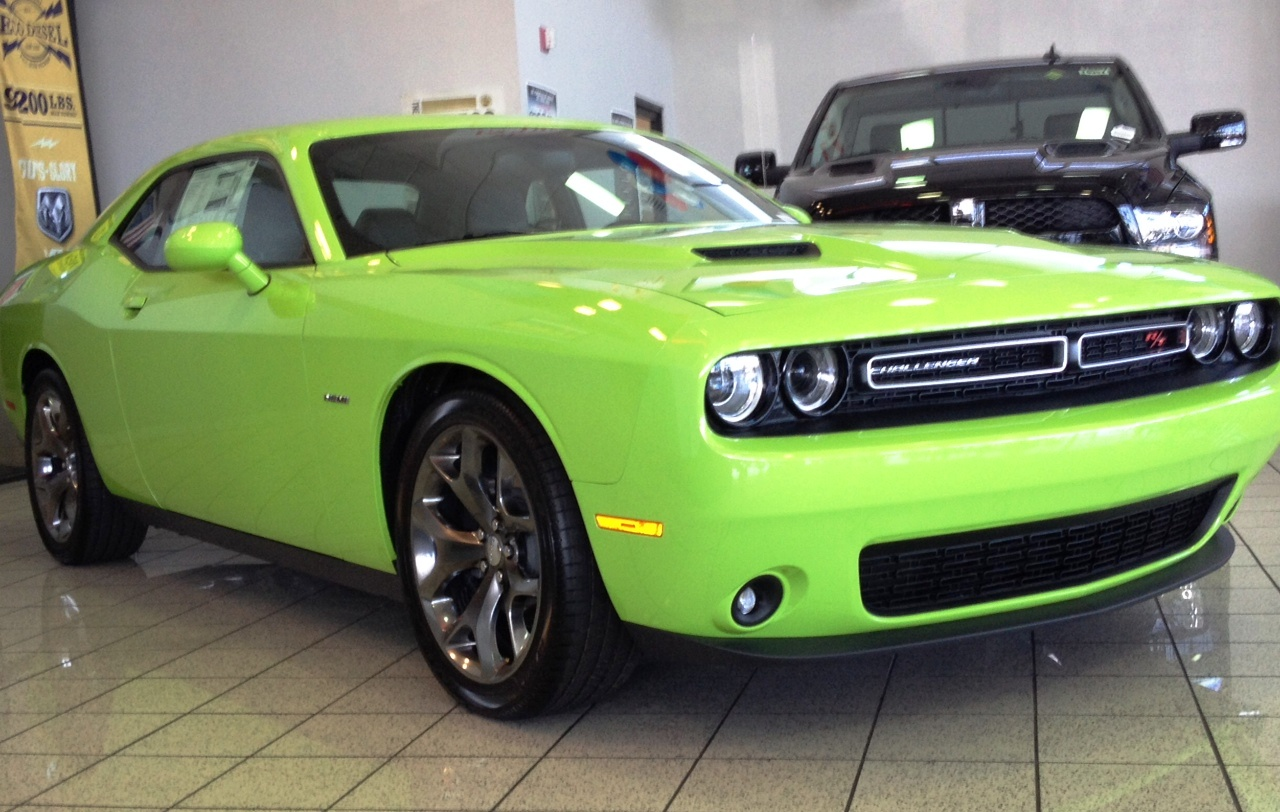
Dodge Challenger III – po drugim liftingu

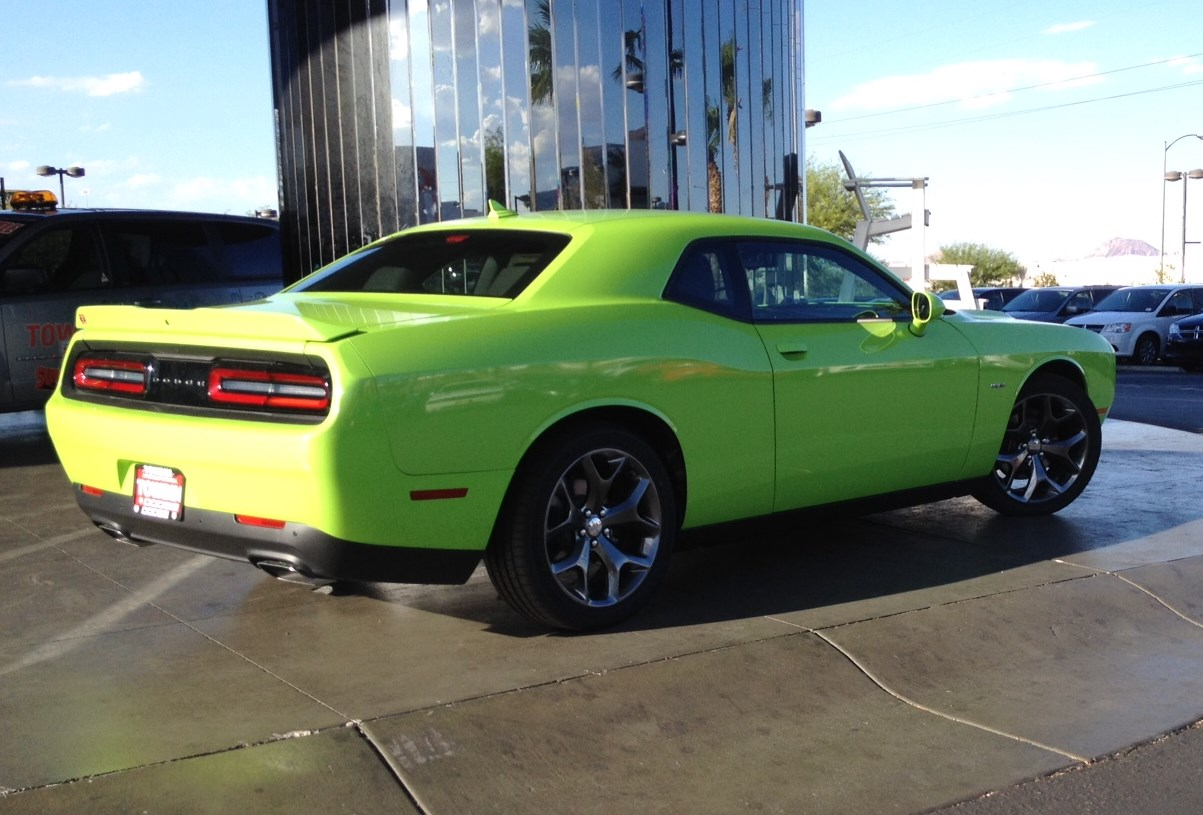
Dodge Challenger III – tył po drugim liftingu

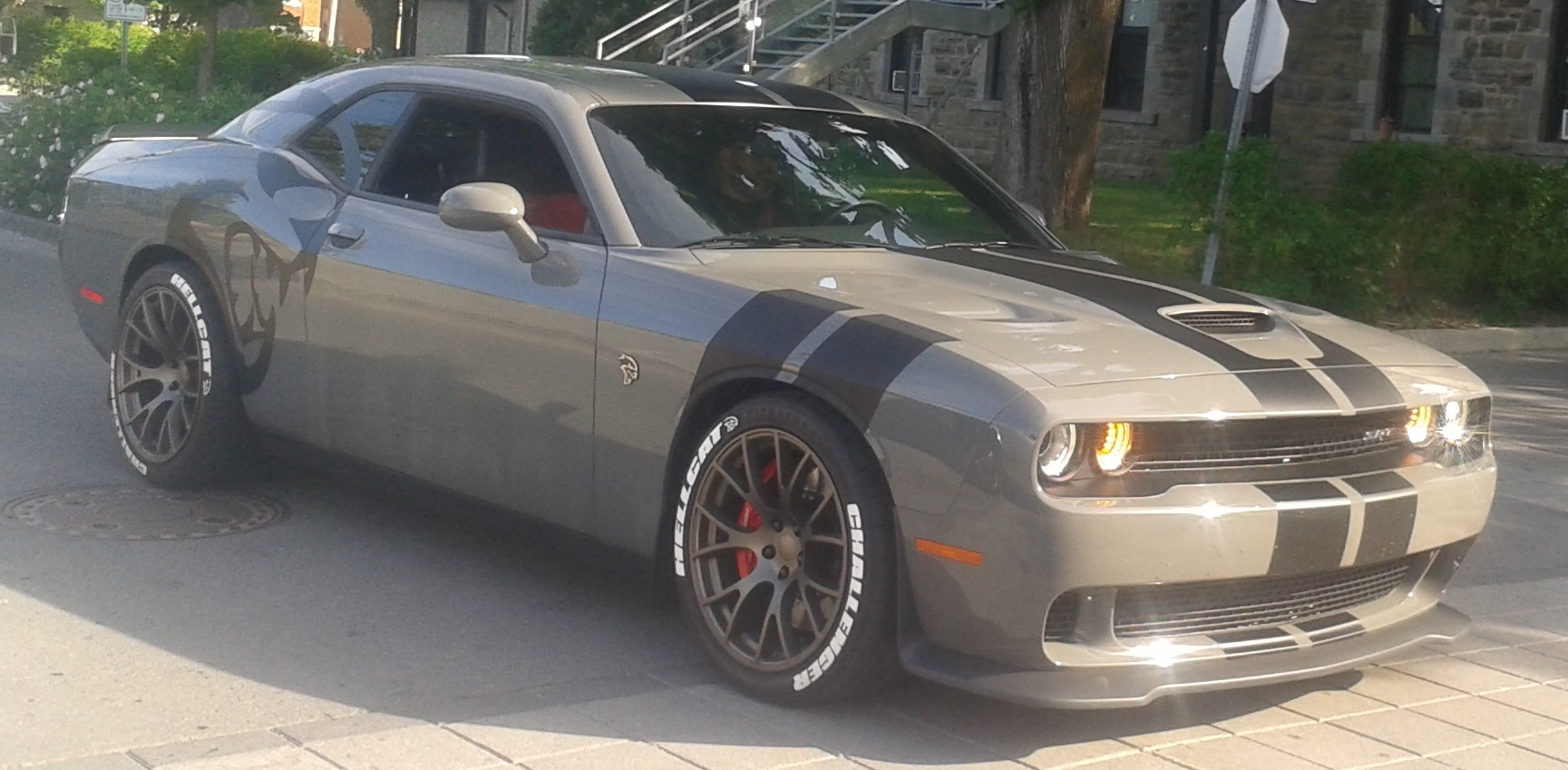
Dodge Challenger III SRT Hellcat

Dodge Challenger III został zaprezentowany po raz pierwszy w 2007 roku.
3 grudnia 2007 Chrysler rozpoczął zbieranie zamówień na pierwszą od 25 lat nową generację Challengera, na dwa miesiące przed światową premierą. Dwudrzwiowe nadwozie typu coupé oparte zostało na płycie podłogowej LC (płyta podłogowa pochodziła z Mercedesa klasy E W210/W211) – była to skrócona konstrukcja LX znana z Chargera, Magnuma i Chryslera 300.
Przy konstruowaniu Challengera trzeciej generacji wykorzystano wiele podzespołów pochodzących od Mercedesa; elementy przedniego zawieszenia pochodziły od W220, tylnego zaś od W211, system kontroli trakcji ESP i 5 biegowa skrzynia biegów automatyczna również pochodziły od Mercedesa. Wszystkie egzemplarze rocznika 2008 wyposażone były w silnik Hemi V8 6,1 l o mocy 431 KM (317 kW) i maksymalnym momencie obrotowym 569 Nm zblokowany z 5-biegową automatyczną skrzynią biegów, nosiły oznaczenie SRT8. Na rynku kanadyjskim lokalni dilerzy Dodge'a oferowali także limitowaną do 500 egzemplarzy wersję Challenger 500 (tylko w 2008), cechowała się ona bogatszym i bardziej spersonalizowanym wyposażeniem. Łącznie wyprodukowano 7051 sztuk Challengera rocznika 2008, z tego 6400 trafiło na rynek USA, 500 do Kanady oraz 100 do Meksyku.
Od rocznika 2010 zaprzestano używania 4-biegowej przekładni automatycznej, została w całości wyparta przez 5-biegowy odpowiednik. Rocznik 2011 w podstawowej wersji dostępny jest z nowym silnikiem V6 3.6 Pentastar o mocy 309 KM (227 kW). Wariant SRT otrzymał nowy silnik V8 6.4 Hemi o mocy 477 KM (350 kW). Moc V8 5.7 Hemi wzrosła do 384 KM (282 kW).

### Challenger SRT8
Produkcję limitowanej serii SRT8 z 2008 roku zakończono w lipcu 2009 roku. W sierpniu Dodge uruchomił pełną produkcję Challengera – do sprzedaży trafiły cztery warianty modelu: SE, SRT8, R/T i SXT (tylko Kanada). SRT8 w porównaniu z poprzednim rokiem został praktycznie niezmieniony – dodano jedynie opcjonalną 6-biegową skrzynię manualną, warianty SE i SXT oferowane były z silnikiem V6 3.5 o mocy 253 KM (186 kW), R/T zaś z V8 5.7 Hemi o mocy 375 KM (276 kW) i 5-biegowym automatem lub 380 KM (280 kW) i 6-biegową przekładnią manualną.

### Challenger Hellcat
Od 2015 roku na rynek została wypuszczona specjalna wersja o oznaczeniu Hellcat. Otrzymała ona ten sam silnik Hemi, jednak o krótszym skoku tłoka i z kompresorem. Pojemność skokowa wynosi 6,2l, moc 707 KM, moment obrotowy 881 Nm, prędkość maksymalna 320 km/h (199mph), a przyspieszenie 0-100 km/h 3,7 s. Oferowana jest w wersji ze skrzynią 6-biegową manualną, lub 8-biegową automatyczną.

### Koniec produkcji
W sierpniu 2022 Dodge po raz pierwszy zapowiedział, że trwająca wówczas 14 lat produkcja Challengera wkracza w schyłkową fazę i zostanie zakończona w ciągu najbliższego roku. W lipcu amerykańska firma potwierdziła, że wyprodukowanie ostatnich sztuk modelu w kanadyjskich zakładach Stellantis w Oshawie zostało wyznaczone na ostatnie dni grudnia 2023.

### Silniki
- V6 3,5 l SOHC
- V6 3,6 l Pentastar
- V8 5,7 l Hemi
- V8 6,1 l Hemi
- V8 6,4 l Hemi
- V8 6,2 l Hemi (Hellcat)

### Sprzedaż
| Rocznik | Poziom sprzedaży                                           |
| ------- | ---------------------------------------------------------- |
| 2008.75 | 7209 SRT-8                                                 |
| 2009    | 8625 – SE/SXT 16 395 – R/T 9834 – SRT8 Łącznie: 34 854     |
| 2010    | 24 789 – SE/SXT 22 877 – R/T 10 156 – SRT8 Łącznie: 57 822 |
| 2011    | 12 562 – SE/SXT 8552 – R/T 5265 – SRT8 Łącznie: 26 379     |